# Hot Spring County
Das Hot Spring County ist ein County im US-Bundesstaat Arkansas. Der Verwaltungssitz (County Seat) ist Malvern. Das County gehört zu den Dry Countys, was bedeutet, dass der Verkauf von Alkohol eingeschränkt oder verboten ist.

## Geographie
Das County liegt südwestlich des geografischen Zentrums von Arkansas und hat eine Fläche von 1611 Quadratkilometern, wovon 19 Quadratkilometer Wasserfläche sind. Es grenzt an folgende Countys:
| Montgomery County | Garland County | Saline County  |
|                   |                | Grant County   |
| Clark County      |                | Dallas County, |

## Geschichte
Das Hot Spring County wurde am 2. November 1829 aus Teilen des Clark County als 18. County in Arkansas gebildet. Benannt wurde es nach den sich hier befindlichen heißen Quellen, die später als Heilquellen benutzt wurden. Ironischerweise liegen die heißen Quellen heute nicht mehr innerhalb der Countygrenzen.
Erster County Seat war in Hot Springs. 1844 wurde es Rockport. 1866 wurde das zweigeschossige County Courthouse fertiggestellt, das aber am 23. Januar 1873 durch ein Feuer wieder zerstört wurde. Die Cairo and Fulton Railroad (später Missouri Pacific Railroad) bot der Stadt Rockport gegen eine Investition einen Anschluss an ihr Schienennetz an. Als Rockport dies ablehnte, verlegte die Eisenbahngesellschaft die Schienen 1873 nach Malvern, das ihr rentabler erschien. Ab sofort diente Malvern als Transferpunkt zwischen der Eisenbahn und den Postkutschen-Routen. Am 15. Oktober 1878 wurde Malvern zum County Seat gewählt.

## Demografische Daten
Nach der Volkszählung im Jahr 2010 lebten im Hot Spring County 32.923 Menschen in 11.660 Haushalten. Die Bevölkerungsdichte betrug 20,7 Einwohner pro Quadratkilometer.
Ethnisch betrachtet setzte sich die Bevölkerung zusammen aus 85,6 Prozent Weißen, 10,8 Prozent Afroamerikanern, 0,5 Prozent amerikanischen Ureinwohnern, 0,3 Prozent Asiaten sowie aus anderen ethnischen Gruppen; 1,7 Prozent stammten von zwei oder mehr Ethnien ab. Unabhängig von der ethnischen Zugehörigkeit waren 2,8 Prozent der Bevölkerung spanischer oder lateinamerikanischer Abstammung.
In den 11.660 Haushalten lebten statistisch je 2,64 Personen.
22,8 Prozent der Bevölkerung waren unter 18 Jahre alt, 61,7 Prozent waren zwischen 18 und 64 und 15,5 Prozent waren 65 Jahre oder älter. 49,8 Prozent der Bevölkerung war weiblich.
Das jährliche Durchschnittseinkommen eines Haushalts lag bei 36.387 USD. Das Prokopfeinkommen betrug 17.922 USD. 17,2 Prozent der Einwohner lebten unterhalb der Armutsgrenze.

## Kultur und Sehenswürdigkeiten

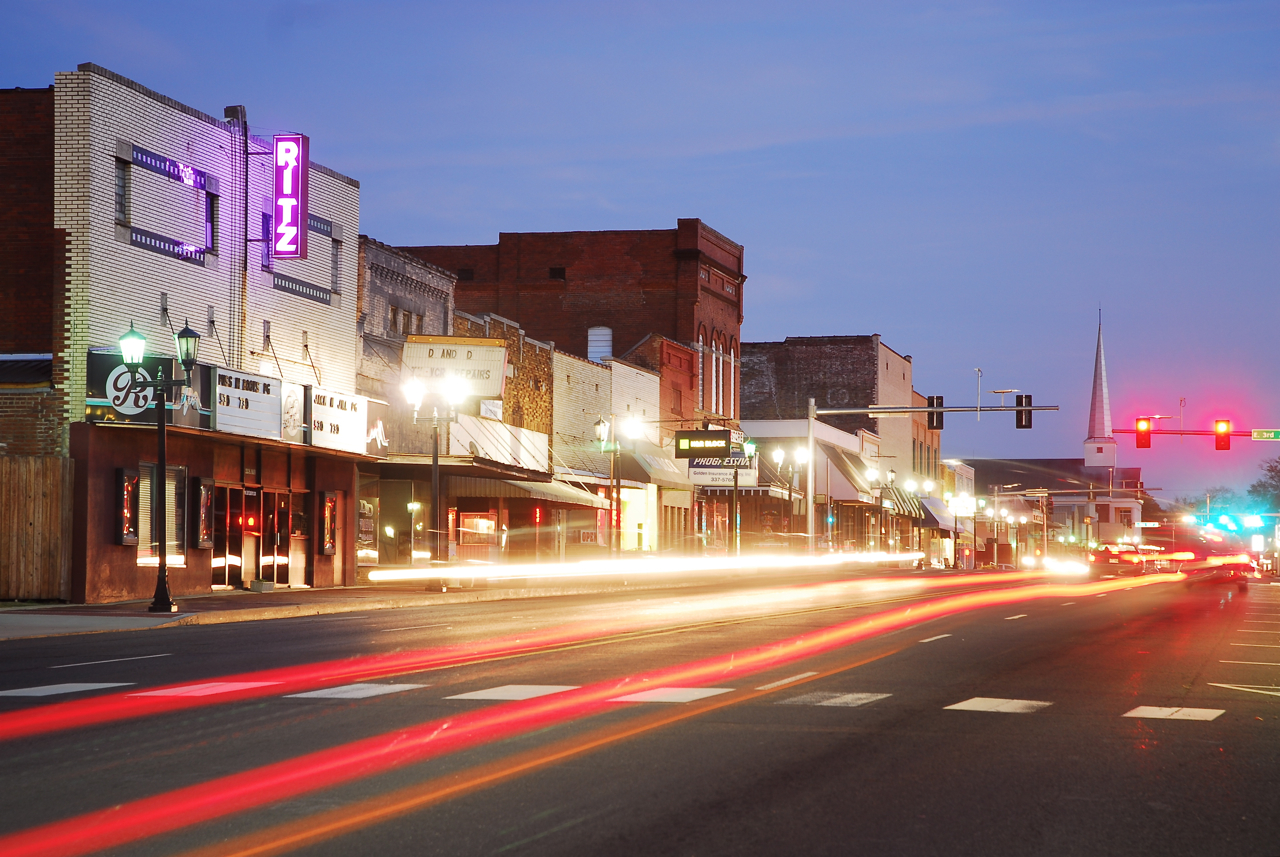
Im Malvern Commercial Historic District (2011). Dieser Bezirk ist seit September 2015 im National Register of Historic Places eingetragen.

29 Bauwerke, Stätten und historische Bezirke (Historic Districts) des Countys sind im National Register of Historic Places („Nationales Verzeichnis historischer Orte“; NRHP) eingetragen (Stand 25. Februar 2022), darunter das Gerichtsgebäude des County, fünf Objekte im Lake Catherine State Park sowie der Malvern Commercial Historic District.

## Orte im Hot Spring County
City
- Malvern

Towns
- Donaldson
- Friendship
- Magnet Cove
- Midway
- Perla
- Rockport

Unincorporated Communitys
- Bismarck
- Bonnerdale
- Jones Mill
- Social Hill

Weitere Orte
- Abco
- Beaton
- Brown Springs
- Caney
- Central
- Cross Roads
- Diamondhead
- Glen Rose
- Harp
- Lambert
- Landers
- Lono
- Morning Star
- Mount Moriah
- Oak Grove
- Oma
- Point Cedar
- Rolla
- Saginaw
- Shorewood Hills
- Whittington
- Witherspoon

Townships
- Antioch Township
- Big Creek Township
- Bismarck Township
- Brown Springs Township
- Butterfield Township
- Clear Creek Township
- De Roche Township
- Dover Township
- Fenter Township
- Gifford Township
- Harrison Township
- Henderson Township
- Lone Hill Township
- Magnet Township
- Midway Township
- Montgomery Township
- Ouachita Township
- Prairie Township
- Saline Township
- Valley Township